# Продолжаем перемены
Продолжа́ем переме́ны (болг. Продължаваме промяната; ПП), иногда переводится как «Изменения продолжаются» — центристская, антикоррупционная политическая партия в Болгарии, созданная как избирательный альянс Кириллом Петковым и Асеном Василевым, бывшими министрами экономики и финансов. Альянс был основан 17 сентября 2021 года накануне ноябрьских выборов. Официально как партия была зарегистрирована 15 апреля 2022 года.

## История
Официально о создании партии было объявлено 19 сентября 2021 года, после того как в течение месяца ходили слухи о её создании. Она была создана как альтернативная партия по борьбе с коррупцией, которую можно рассматривать как «объединяющую силу» между другими партиями Партия выступает за сотрудничество со всеми силами, выступающими против истеблишмента и готова была работать в коалиции с социалистами и демократами после ноябрьских выборов 2021 года.
Поскольку проект был создан слишком поздно, чтобы самостоятельно зарегистрироваться на выборах, его основателям пришлось пойти обходным путём. Для решения проблемы регистрации был создан избирательный блок, в который вошли партии «Вольт Болгария», СЕК и ПДСД, причём Вольт была партией, недавно вышедшей из парламентской коалиции «IBG-NI», СЕК была участником коалиции Объединённые патриоты в 2017 году, а ПДСД была участником Коалиции за Болгарию в 2021 году.
15 апреля 2022 года зарегистрирована как политическая партия.
На выборах сентября 2022 вступила в коалицию с партией «Демократическая Болгария».

## Политические позиции
Коалиция выступает за поддержку малого бизнеса, против коррупции и за соблюдение законодательства.
Выступает за доступное образование, здравоохранение и пенсионное обеспечение.
На президентских выборах в Болгарии руководство партии заявило о своей поддержке действующего президента Румена Радева.

## Структура
У коалиции два лидера — Кирил Петков и Асен Васильев. Она состоит из трёх партий: Политическое движение социал-демократов, «Вольт Болгария» и «Средний европейский класс». Эти партии являются титульными. Членам этих партий не гарантированы места в законодательном собрании.

## Состав
| Партия                                  | Сокр. | Лидер            | Идеология                                                               | Депутаты | Результат ноя 2021 |
| --------------------------------------- | ----- | ---------------- | ----------------------------------------------------------------------- | -------- | ------------------ |
| Вольт Болгария                          | Вольт | Настимир Ананьев | Европейский федерализм Проевропеизм Социальный либерализм Прогрессивизм | 0/240    | TBD                |
| Европейский средний класс               | SEC   | Георгий Манев    | Проевропеизм                                                            | 0/240    | TBD                |
| Политическое движение социал-демократов | ПДСД  | Елена Нонева     | Социал-демократия                                                       | 0/240    | TBD                |

## Результаты на выборах
Первый раз коалиция приняла участие в выборах в Болгарии в ноябре 2021 года, заняв первое место, получив 25,67 % голосов и 67 мест, из которых 4 достались СЕК, а 2 места получил «Вольт», остальные места получила партия «Продолжаем перемены». В 2022 году избирательная коалиция опустилась на второе место после ГЕРБ—СДС, завоевав 53 места. В 2023 году партия участвовала в выборах совместно с Демократической Болгарией и заняла третье место, получив 36 мандатов и пропустив впредё ГЕРБ и «Возрождение».
| Год         | Лидер                    | Голоса  | %          | Места альянса | Места партии | +/–  | Правительство                      |
| ----------- | ------------------------ | ------- | ---------- | ------------- | ------------ | ---- | ---------------------------------- |
| Ноябрь 2021 | - К. Петков - А. Василев | 673 170 | 25,32 (#1) | 67 из 240     | 61 из 67     | New  | Вошли в коалиционное правительство |
| 2022        | - К. Петков - А. Василев | 506,099 | 19,52 (#2) | 53 из 240     | 47 из 53     | ▼ 14 | Досрочные выборы                   |
| 2023        | - К. Петков - А. Василев | 619 592 | 23,53 (#2) | 64 из 240     | 36 из 64     | ▼ 11 | Вошли в коалиционное правительство |

1. 1 2  Участвовала в составе коалиции «Продолжаем перемены».
2. ↑  Участвовала в составе коалиции ««Продолжаем перемены—Демократическая Болгария».